# 孫思堯 (1997年)
孫思堯（1997年10月3日—）為臺灣男子籃球運動員，場上位置為中鋒，最後效力於B3聯賽金澤武士團。

## 生平
孫思堯出身靜心中小學，國小時參加過黃萬隆主持的籃球訓練營，國中時學校沒有籃球校隊，進入松山高中才開始接受正規籃球訓練。高中畢業後孫思堯赴美先就讀預校阿靈頓走讀學校，2017年進入纽约科技学院就讀。
2020年10月15日，孫思堯加盟P. LEAGUE+桃園領航猿，總計出賽9場，場均表現為1.6分、2.6籃板。2021年8月14日，孫思堯加盟T1聯盟臺中太陽。2022年12月7日，孫思堯離開臺中太陽轉戰高雄17直播鋼鐵人。2023年7月31日，孫思堯與鋼鐵人提前結束合約。8月24日，孫思堯出現在臺北台新戰神公布的本土球員名單當中。
2024年11月20日，臺北台新戰神宣布孫思堯將暫別球隊加入B3聯賽金澤武士團，孫思堯與臺北台新戰神的合約還有一年。12月6日，金澤武士團宣布與孫思堯簽下2024-25賽季合約，合約至2025年4月底結束。2025年3月3日，金澤武士團宣布已與孫思堯於2月28日終止合約。

## 外部連結
- 孫思堯的Instagram帳戶
- 孫思堯在fiba.basketball（英语）
- 孫思堯在archive.fiba.com（存檔）（英语）
- 孫思堯在B.LEAGUE官網（日语）
- 孫思堯在P. LEAGUE+官網
- 孫思堯在台灣職業籃球大聯盟官網
- 孫思堯在Eurobasket.com（球員）（英语）
- 孫思堯在Proballers（英语）
- 孫思堯在RealGM（球員）（英语）
- 孫思堯在Flashscore（英语）